# Saskia Vester
Saskia Vester (* 24. Juli 1959 in Saarbrücken) ist eine deutsche Schauspielerin, Hörspielsprecherin und Autorin. Ihre Karriere begann sie als Theaterschauspielerin. Einem breiten Publikum wurde sie durch Fernsehserien wie Franz Xaver Brunnmayr, Wie Pech und Schwefel, Die Landärztin, KDD – Kriminaldauerdienst und Das Kindermädchen bekannt. Seit 1981 spielte sie bislang in über 140 Film- und Fernsehproduktionen.

## Leben
Saskia Vester ist die Tochter des Biochemikers und Umweltexperten Frederic Vester und die Schwester der Schauspielerin Madeleine Vester. Bis zu ihrem sechsten Lebensjahr lebte die Familie in Saarbrücken-Burbach in der Nähe der Burbacher Hütte und zog dann nach München.
Vester lebt mit ihrem Mann, dem Fernsehproduzenten Robbie Flörke, und zwei gemeinsamen Kindern in München.

## Karriere
Nach Abschluss ihrer Ausbildung an der Neuen Münchner Schauspielschule spielte Vester seit 1981 Theater an den Städtischen Bühnen Augsburg und Nürnberg, am Theater Ingolstadt, in der Kampnagelfabrik Hamburg sowie am Theater 44 und an der Komödie im Bayerischen Hof in München.
Parallel (und seit dem Jahr 2000 ausschließlich) zu ihrer Tätigkeit auf der Theaterbühne arbeitet sie regelmäßig für Film und Fernsehen. Erstmals stand sie 1981 für die Fernsehserie Die Rumplhanni vor der Kamera. Ihr Spielfilmdebüt gab sie 1983 in Ilse Hofmanns Fernsehfilm Dingo. Seitdem wirkt sie in zahlreichen Kino- und Fernsehfilmen mit, u. a. spielte sie 1998 die Rolle der Coco in dem erotischen Psychokrimi Solo für Klarinette.
Seit 1991 übernimmt Vester regelmäßig in zahlreichen Fernsehserien und -reihen, u. a. in Ein Fall für zwei, Tatort, Der Fahnder, Der Bergdoktor, Der Bulle von Tölz, Wilsberg, Polizeiruf 110, Ein starkes Team, Der Staatsanwalt, Das Traumschiff, Gastrollen. Sie spielt auch mehrere feste und wiederkehrende Rollen in Film- und Fernsehreihen. In der BR-Fernsehserie Franz Xaver Brunnmayr mit Gustl Bayrhammer in der Titelrolle spielte sie in sechs Folgen die Rolle der Steffi Brunnmayr. Es folgten weitere feste Serienrollen für Vester, so u. a. in Der Schwammerlkönig als Vroni, in Hans im Glück als Christina Moltke, in Rußige Zeiten als Gabi Schlumberger und in Herbert und Schnipsi als Berta, Willis Frau. In der ZDF-Fernsehserie Wie Pech und Schwefel war sie in der Rolle der Boutiquenbesitzerin Annabelle Wissmann an der Seite von Rainer Hunold, Burkhard Heyl, Karina Thayenthal, Birge Schade und Pascal Breuer als eines von fünf Geschwistern in einer durchgehenden Serienhauptrolle zu sehen. Für ihre Rolle der lesbischen Kriminaloberkommissarin Kristin Bender in ZDF-Krimiserie KDD – Kriminaldauerdienst erhielt sie 2007 den Bayerischen Fernsehpreis. Seit 2017 spielt sie in der Endlich Freitag im Ersten-Reihe Das Kindermädchen die Titelrolle der Henriette Höffner, die auf ihrer Flucht vor dem Arbeitsamt als selbsternanntes Kindermädchen durch die Welt reist und Familien mit ihren Problemen zur Seite steht.
Neben ihren Arbeiten auf der Bühne und in Film und Fernsehen ist Vester als Hörspielsprecherin tätig, darunter mehrfach für den Bayerischen Rundfunk. 1997 war sie u. a. an dem Hörspiel des Theaterstücks Letzter Wille von Fitzgerald Kusz beteiligt.
Vester ist daneben als Autorin aktiv. 1985 veröffentlichte sie beim Verlag Kiepenheuer & Witsch ihren Debütroman Pols Reise.

## Filmografie

### Kino
- 1989: Schatten der Wüste
- 1994: Frauen sind was Wunderbares
- 1995: Japaner sind die besseren Liebhaber
- 1997: Winterschläfer
- 1998: Solo für Klarinette
- 1999: Gangster
- 2001: Anam
- 2004: Männer wie wir
- 2005: Grenzverkehr
- 2006: Wer früher stirbt ist länger tot
- 2010: Ayla
- 2011: Almanya – Willkommen in Deutschland
- 2013: Viva la libertà
- 2016: Beat Beat Heart

### Fernsehfilme
- 1983: Dingo
- 1987: Zwei auf der Straße
- 1988: Wilder Westen inclusive (Dreiteiler, Teil 1 + 2)
- 1990: Falsche Spuren
- 1992: Abgetrieben
- 1995: Ausweglos
- 1996: Alle haben geschwiegen
- 1996: Eldorado
- 1996: Rendezvous des Todes
- 1997: Der Testfahrer
- 1998: Supersingle
- 1999: Gestern ist nie vorbei
- 1999: Zum Sterben schön
- 1999: Eine schräge Familie
- 2000: Der Hahn ist tot
- 2000: Vertrauen ist alles
- 2000: Ich beiß zurück
- 2001: Love Trip
- 2001: Doppelter Einsatz München – Trennung ist der Tod
- 2001: Mein Vater und andere Betrüger
- 2001: Die Westentaschenvenus
- 2002: Rotlicht – Die Stunde des Jägers
- 2002: Mutter auf der Palme
- 2002: Geht nicht gibt’s nicht
- 2003: Ein großes Mädchen wie du (Une grande fille comme toi)
- 2003: Hilfe, ich bin Millionär
- 2003: Weihnachten im September
- 2003: Mann gesucht, Liebe gefunden
- 2004: Mein Weg zu dir heißt Liebe
- 2004: Die Ärztin
- 2004: Ein Gauner Gottes
- 2004: Im Zweifel für die Liebe
- 2005: Das Gespenst von Canterville
- 2005: Liebe wie am ersten Tag
- 2005: Heirate meine Frau
- 2005: Das Glück klopft an die Tür (Alternativtitel: Rein ins Leben)
- 2006: Donna Leon – Das Gesetz der Lagune
- 2006: Im Namen der Braut
- 2008: Die Schnüfflerin – Peggy kann’s nicht lassen
- 2008: Don Quichote – Gib niemals auf!
- 2009: Die Rebellin
- 2009: Bleib bei mir
- 2009: Die göttliche Sophie
- 2009: All You Need Is Love – Meine Schwiegertochter ist ein Mann
- 2010: Hochzeitsreise zu viert
- 2010: Das Haus ihres Vaters
- 2011: Für kein Geld der Welt
- 2011: Die Dienstagsfrauen … auf dem Jakobsweg zur wahren Freundschaft
- 2011: Lindburgs Fall
- 2011: Nach der Hochzeit bin ich weg!
- 2011: Der Weihnachtsmuffel
- 2012: Heiraten ist auch keine Lösung
- 2012: Jeder Tag zählt
- 2012: Herbstkind
- 2012: Balthasar Berg – Sylt sehen und sterben
- 2012: Der Komödienstadel: Hummel im Himmel
- 2014: Sieben Tage Ohne
- 2014: Die Fremde und das Dorf
- 2014: Meine Frau, ihr Traummann und ich
- 2014: Die reichen Leichen. Ein Starnbergkrimi
- 2014: Schluss! Aus! Amen!
- 2014: Die Dienstagsfrauen – Sieben Tage ohne
- 2015: Die Dienstagsfrauen – Zwischen Kraut und Rüben
- 2015: Kubanisch für Fortgeschrittene
- 2015: Weihnachts-Männer
- 2017: Wenn Frauen ausziehen
- 2019: Verliebt in Kroatien
- 2023: Mein Vater, der Esel und ich

### Fernsehserien und -reihen
- 1981: Die Rumplhanni
- 1984: Franz Xaver Brunnmayr (6 Folgen)
- 1988: Der Schwammerlkönig (6 Folgen)
- 1987: Hans im Glück (8 Folgen)
- 1990: Tatort: Wer zweimal stirbt
- 1991: Tatort: Kinderlieb
- 1991, 1993, 1995: Ein Fall für zwei (Folgen Eiskalt, Böses Erwachen,  Tod im Motel)
- 1992: Im Schatten der Gipfel (Folge Treibjagd)
- 1993: Rußige Zeiten (13 Folgen)
- 1993: Wie Pech und Schwefel (17 Folgen)
- 1993: Evelyn Hamanns Geschichten aus dem Leben (Folge Salon Thea/Der Giebelpieper)
- 1994: Herbert & Schnipsi (6 Folgen)
- 1994: Der Fahnder (Folge Picknick am See)
- 1994: Ärzte (Folge Dr. Schwarz und Dr. Martin – Höhenflug)
- 1994: Der Bergdoktor (Folge Unfalldoppeltod)
- 1995: Tatort: Tod eines Auktionators
- 1995: Glückliche Reise – Phuket
- 1998: Der Bulle von Tölz: Der Mistgabelmord
- 1998–2001: Anwalt Abel (7 Folgen)
- 1999: Tatort: Kinder der Gewalt
- 2000: Tatort: Nach eigenen Gesetzen
- 2001: Victor – Der Schutzengel (Folge Amoklauf)
- 2002: Verdammt verliebt (26 Folgen)
- 2003: Die Rosenheim-Cops (Folge Blattschuss)
- 2003: Der Bulle von Tölz: Malen mit Vincent
- 2005–2010: Die Landärztin (7 Folgen)
- 2006: Donna Leon – Das Gesetz der Lagune
- 2007–2009: KDD – Kriminaldauerdienst (28 Folgen)
- 2007: Der Bulle von Tölz: Krieg der Camper
- 2007: In aller Freundschaft (Folge Nichts bereuen)
- 2008: Unser Mann im Süden (Folge Ausgetrickst)
- 2008–2012: Der Schwarzwaldhof (6 Folgen)
- 2008: Wilsberg: Das Jubiläum
- 2010: Notruf Hafenkante (Folge Die Frau am Ufer)
- 2010: Der Alte – Folge 352: Rettungslos
- 2011: Polizeiruf 110: Denn sie wissen nicht, was sie tun
- 2012: Mord in bester Gesellschaft: Der Tod der Sünde
- 2012: SOKO Stuttgart (Folge Koi Ahoi)
- 2012: Emilie Richards – Spuren der Vergangenheit
- 2013: Ein starkes Team: Prager Frühling
- 2013: Utta Danella – Wer küsst den Doc?
- 2014: Kreuzfahrt ins Glück – Hochzeitsreise nach Barcelona
- 2016: Unter Verdacht: Betongold
- 2016: In aller Freundschaft (Folge 741 Spott und Ruhm)
- seit 2016: Marie fängt Feuer
- 2017: Frühling: Schritt ins Licht
- 2017: Tatort: Zwei Leben
- seit 2017: Das Kindermädchen
  - 2017: Mission Mauritius
  - 2018: Mission Südafrika
  - 2021: Mission Kanada
  - 2021: Mission Italien
- 2018: Tatort: Kopper
- 2018: Der Staatsanwalt (Folge Alte Freunde)
- 2018: Morden im Norden (Folge Schwere Zeiten)
- 2019: SOKO Donau (Folge Ein Akt der Gewalt)
- 2020: SOKO Köln (Folge Romance)
- 2021: Katie Fforde: Du lebst nur einmal
- 2021: Das Traumschiff: Malediven/Thaa Atoll
- 2021: Ein Fall für zwei (Folge Entgleist)
- 2023: In aller Freundschaft (Folgen Elternliebe, Herz und Herd)
- 2024: Käthe und ich: Der kleine Ritter

## Hörspiele (Auswahl)
- 1981: Helmuth M. Backhaus: Der Fall Cartouche – Regie: Michael Peter (BR)
- 1981: Lena Christ: Die Rumplhanni – Regie: Michael Peter (BR)
- 1985: Georges Simenon: Brief an meinen Richter – Regie: Wolf Euba (BR)
- 1991: Conny Lens Dreißigtausend – Regie: Erwin Weigel (BR)
- 1992: Ed McBain: Stirb, Kindchen, stirb – Regie: Barbara Plensat (BR)
- 1997: Fitzgerald Kusz: Letzter Wille – Regie: Michael Peter (BR)
- 2012: Robert Hültner: Der Stalker – Regie: Ulrich Lampen (ARD Radio-Tatort, BR)

## Auszeichnungen
- 2007: Bayerischer Fernsehpreis für die Rolle der Kristin Bender in KDD – Kriminaldauerdienst